# Xanthorhoe tristis
Xanthorhoe tristis là một loài bướm đêm trong họ Geometridae.